# Aphis tashevi
Aphis tashevi är en insektsart. Aphis tashevi ingår i släktet Aphis och familjen långrörsbladlöss. Inga underarter finns listade i Catalogue of Life.